# Gama (album)
GAMA (jap. 蛾蟇) - szóste EP zespołu the GazettE wydane w 2005 roku. Autorem tekstów piosenek jest Ruki, zaś kompozytorem utworów the GazettE.

## Lista utworów
| Nr | Tytuł                    | Czas |
| -- | ------------------------ | ---- |
| 1. | "Anagra -SE-]"           | 1:09 |
| 2. | "Cockroach"              | 3:57 |
| 3. | "Last Bouquet"           | 6:37 |
| 4. | "Katherine in the Trunk" | 4:43 |
| 5. | "Sugar Pain"             | 4:25 |

## Informacje
- GAMA wypuszczono ponownie w 2005 roku.
- Pierwsze wydanie ukazało się w formie digipak'ów